# Schoenobius irrorata
Schoenobius irrorata là một loài bướm đêm trong họ Crambidae.